# Partido de Marcos Paz
Partido de Marcos Paz är en kommun i Argentina.   Den ligger i provinsen Buenos Aires, i den centrala delen av landet, 50 km sydväst om huvudstaden Buenos Aires. Antalet invånare är 43 400.
Trakten runt Partido de Marcos Paz består till största delen av jordbruksmark. Runt Partido de Marcos Paz är det mycket tätbefolkat, med 4 039 invånare per kvadratkilometer.